# Piukovich József
Piukovich József, Piukovics József Géza (Bácsalmás, 1895. január 13. – ?) magyar gazdasági felügyelő, főszolgabíró, országgyűlési képviselő.

## Élete
1895-ben született Bácsalmáson, római katolikus vallású, régi nemesi családban; felmenői 1741-ben nyertek el magyar nemességet. Apja Piukovics József, anyja Radits Ilona. Középiskolai tanulmányait Baján, Újvidéken és Rozsnyón végezte, majd Kassán és Budapesten folytatott jogi tanulmányokat, melyek végén az utóbbi helyen szerezte meg az államtudományi doktorátust is.
Az első világháború kitörésekor az 1. tiroli császárvadász ezredhez vonult be, majd a volt kolozsvári 51. közös gyalogezred kötelékében a szerb fronton, az olasz háború kitörése után pedig az olasz fronton harcolt, 1918 márciusáig; közben egyszer meg is sebesült. Mint emléklapos százados szerelt le; katonai érdemeiért elnyerte a III. osztályú Katonai Érdemkeresztet, az ezüst és a bronz Signum Laudist és a bronz vitézségi érmet.
A kommün után vármegyei szolgálatba lépett Pest megyében, mint közigazgatási gyakornok, majd 1927-ben tiszteletbeli főszolgabíróvá nevezték ki. 1934-ben a földművelésügyi minisztérium gazdasági felügyelői karába került át. A tárca kötelékéből 1939-ben vonult nyugalomba, amikor is a Magyar Élet Pártja jelöltjeként országgyűlési képviselővé választották a tokajhegyaljai választókerületben.
Egyik megteremtője volt a magyar zöldmező-mozgalomnak; az Országos Zöldmező-Szövetség 1936-ban ügyvezető alelnökének, 1939 júliusában pedig ügyvezető elnökének választotta. Már 1923-tól kezdve rendszeres európai körútjain tanulmányozta az önkormányzati közigazgatás és a zöldmező-mozgalom körébe tartozó legelőgazdálkodás akkor már több nyugati államban elterjedt, korszerű módszereit. Járt ilyen tanulmányutakon Angliában, Németországban, Franciaországban, Olaszországban, Svájcban, Dániában, Hollandiában, Svédországban, Norvégiában, Finnországban, illetve Lengyelországban is. Az Alföldi Zöldmező Szövetséget képviselve 1937-ben részt vett az angliai IV. nemzetközi zöldmező-kongresszuson és az ugyanabban az évben Berlinben megtartott nemzetközi tejgazdasági kongresszuson is; mindkét helyen maga is tartott angol és német nyelvű előadásokat.
Az agrárpolitika és a közigazgatás terén széleskörű szakirodalmi munkásságot is folytatott. Jelentősebb önálló munkái: A föld és a közigazgatás (1926), A legelő kérdése és annak fontossága (1928), A falu és földje (1930), A magyar zöldmező-gazdálkodás (1933), Járható utak a magyar rögön (1936; e könyve két kiadást is megért), Mennyit jövedelmez a szántóföldi növénytermesztés? (1939), A földreform céljai, keretei és eszközei (1939), Minden nemzeti értéknek alapja és tulajdonképpeni gyökere a népi műveltség (1940), A jó pásztor (1942). Rendszeres szakmai tevékenységet fejtett ki a földművelésügyi minisztérium rádióelőadás-sorozatában is.
A Budapesti Népbíróság háborús és népellenes bűntettek miatt 1947. november 22-én (Nb. 3573/1945. sz.) 10 év fegyházra és politikai jogainak 10 éves időtartamú felfüggesztésére ítélte .